# Mistero dell'Isola di Oak

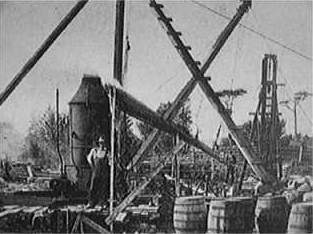
Lo scavo di Money pit sull'isola di Oak

Col termine di mistero dell'Isola di Oak ci si riferisce ad una serie di storie relative ad un tesoro sepolto e ad una serie di oggetti sepolti sull'Isola di Oak in Nuova Scozia. Dal XIX secolo, sono stati realizzati diversi tentativi di localizzare il tesoro o degli oggetti. Oltre alla teoria generica di un tesoro, sono stati avanzati negli anni teorie relative alla presenza sull'isola dei perduti gioielli di Maria Antonietta o a scritti segreti di William Shakespeare o ancora ad artefatti di natura religiosa.
Ancora oggi le ricerche del tesoro proseguono.

## La storia di Money-pit

### I primi racconti
Non vi è alcuna testimonianza diretta circa l'esistenza di un tesoro sull'isola di Oak prima della pubblicazione del primo racconto nel 1856, che include storie relative ad un possibile tesoro datate alla fine del Settecento. L'isola di Oak è stata nel tempo suddivisa in numerosi lotti di forma e metratura identici sin dalla prima mappatura eseguita dagli ufficiali della corona inglese William Nelson e David W. Crandall il 6 luglio 1818. Secondo una leggenda locale, un uomo di nome McGinnis (primo abitante dell'isola) scoprì una depressione nel terreno attorno al 1799 mentre stava cercando il luogo adatto per costruire la propria fattoria. Secondo un'altra storia un marinaio morente della ciurma del capitano Kidd (che era morto nel 1701) aveva accumulato una fortuna pari a 2.000.000 di sterline e le aveva sepolte sull'isola. Gordan Chase tentò di trovare il tesoro ma venne ferito da un altro cercatore di tesori, Micheal J Whynot, nel 1801. I suoi tentativi cessarono dopo l'attacco.
McGinnis, che credeva che la depressione fosse la prova della realtà della storia del marinaio del capitano Kidd, cercò aiuto per scavare in quel punto. Con l'assistenza di due uomini, Smith e Vaughn, scavò la depressione e vi scoprì una losa alcuni metri sotto terra. Ad ogni modo i primi resoconti vengono indicati come "segni" a intervalli. I tre uomini abbandonarono gli scavi a 9 metri a causa di una "paura inspiegabile".
I risultati degli scavi di McGinnis per la prima volta apparvero nella pubblicazione Liverpool Transcript dell'ottobre del 1856. Il primo resoconto pubblicato che parla di un gruppo di scavatori alla ricerca del tesoro del capitano Kidd sull'isola di Oak, venne pubblicata l'anno seguente. L'investigatore Joe Nickell ebbe modo di vedere i resoconti originali e le interviste fatte ai discendenti di McGinnis e dei primi proprietari originali dell'isola di Oak.

### Le compagnie Onslow e Truro (inizio Ottocento-1849)
Circa otto anni dopo il primo scavo di McGinnis (c. 1807), un gruppo noto come Compagnia Onslow salpò dal centro della Nuova Scozia verso l'Isola di Oak con l'intento di recuperare il tesoro ivi nascosto. Gli uomini del gruppo continuarono gli scavi sino a 27 metri e mezzo, ritrovando del legname, carbone, mastice e fibra di cocco. Secondo un resoconto del 1862, a circa 27 metri venne ritrovata una grande pietra con simboli scolpiti. Gli scavi vennero abbandonati quando il pozzo si allagò per 10 metri dal fondo.
La pietra venne estratta e riportata alla luce; numerosi furono i tentativi di decifrare i simboli presenti su di essa, ma senza una conclusione convincente. Lo storico ed esploratore Edward Rowe Snow nel 1949 pubblicò lo scritto True Tales of Buried Treasure nel quale disse di aver ricevuto la trascrizione dei simboli dal reverendo A. T. Kempton di Cambridge (Massachusetts), ma non viene detto come abbia fatto Kempton a ottenerli. Una lettera da Kempton datata all'aprile del 1949 è presente in History, Hoax, and Hype - The Oak Island Legend, nella quale è egli stesso a dire di aver ricevuto tali informazioni da "un vecchio professore da tempo morto".
Nel 1849 venne costituita la Compagnia di Truro con degli investitori che si portarono a scavare nuovamente il pozzo sino a 26 metri, ma il pozzo si allagò nuovamente e si decise pertanto di trivellare. Secondo un resoconto del XIX secolo, la trivella attraversò una piattaforma di pecci a 29 metri. Dopo questa piattaforma, lo scavo colpì delle tavole di quercia, oltre ad oggetti che vennero descritti come "metalli a pezzi", una nuova piattaforma di pecci ed uno strato di argilla per circa 2 metri.

### La Oak Island Association (1861-1864)
Tentativi di scavo vennero condotti nel 1861 da una nuova compagnia, la Oak Island Association. Al posto di concentrarsi nello scavare più a fondo (ormai allagato), la compagnia preferì trivellare a fianco dello scavo originario. Nel corso degli scavi crollò una parte del tunnel originale. Successivamente si giunse a speculare che proprio a causa di questo crollo il tesoro sarebbe crollato ancora più a fondo e che potrebbe essere intrappolato. Anche il nuovo scavo si allagò dopo aver incrociato quello precedente. Nel corso di ulteriori scavi, un uomo rimase ucciso dallo scoppio di un motore. Questo fu il primo incidente che portò alla morte di una persona nel corso degli scavi. La compagnia abbandonò i propri sforzi per la mancanza di fondi nel 1864.

### La ricerca di Maynard Kaiser (1896-1898)
Nel 1896 un gruppo sconosciuto giunse sull'isola con una pompa a vapore ed equipaggiamento adatto. Anche se le pompe non furono in grado di estrarre tutta l'acqua dal tunnel allagato, riuscì a diminuire il livello dell'acqua scoprendo un pezzo di pergamena con inscritte due lettere "vi" o "wi", scritte con inchiostro di china.
Il 26 marzo 1897 uno dei lavoranti, Maynard Kaiser, morì durante gli scavi. Nel 1898, gli scavatori versarono della vernice rossa nel tunnel allagato che rivelò la presenza di tre buchi di uscita nell'isola.

### Il gruppo Old Gold Salvage (1909)
Il capitano Henry L. Bowdoin giunse sull'isola di Oak nell'agosto del 1909 in rappresentanza dell'Old Gold Salvage Group, di cui uno dei membri era Franklin Delano Roosevelt. Il "money pit" venne pulito per 34 metri e vennero svolte delle esplorazioni. Ad ogni modo non si riuscì a scoprire nulla di interessante.
Bowdoin esaminò Smith's Cove, dove venne trovata una vite ad anello ed i resti del cofferdam del 1850, ma nulla che potesse essere rilevante. Bowdoin successivamente ebbe modo di esaminare la "pietra cifrata" presente ad Halifax, una roccia basaltica senza simboli, escludendo che la roccia ritrovata all'isola di Oak anni prima avesse avuto la possibilità di essere scolpita a causa della sua durezza.

### William Chappell e Gilbert Hedden (1928-1939)

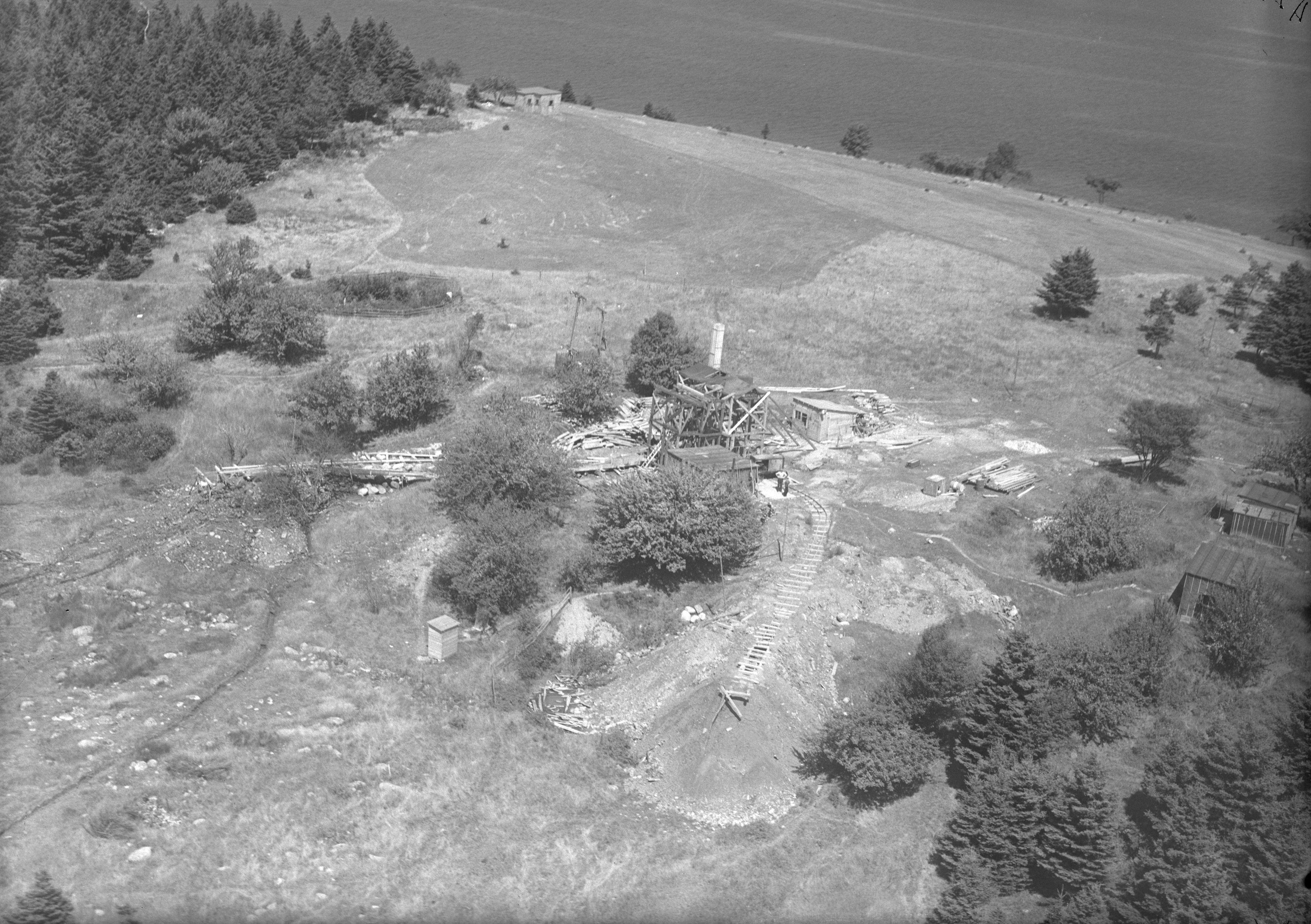
Agosto 1931: foto aeree degli scavi e delle costruzioni

Nel 1928, un giornale di New York pubblicò una storia sull'isola di Oak. William Chappell si interessò al sito e scavò una buca nel 1931 di 3 x 4 metri per 49 metri di profondità a sudovest del sito del 1897. A 38 metri vennero trovati alcuni artefatti tra cui un'ascia, un'ancora e un picchetto. Il picchetto venne identificato come un picchetto da minatore cornico.
Gilbert Hedden, operatore di una fabbrica di acciaio, lesse l'articolo nel 1928 e rimase affascinato dai problemi di ingegneria riscontrati e si interessò all'idea di recuperare il tesoro. Hedden fece sei viaggi all'isola di Oak e raccolse tutta una serie di libri ed articoli sull'isola e sulla sua storia. Si portò in Inghilterra a consultare Harold T. Wilkins, autore di Captain Kidd and His Skeleton Island, che suggeriva un collegamento tra l'isola di Oak e una mappa presente nel libro di Wilkins. Dopo gli scavi di Chappell, Hedden iniziò a scavare nell'estate del 1935, dopo aver acquistato un terreno nella punta sudest dell'isola. Nel 1939 informò re Giorgio VI degli sviluppi sull'isola. Ulteriori scavi svolti tra il 1935 ed il 1936 non portarono ad alcun frutto.

### La famiglia Restall e Robert Dunfield (1959-1966)
Robert Restall, il suo socio Karle Graeser ed il figlio diciottenne si portarono all'isola di Oak nel 1959 per contrattare per una proprietà. Nel 1965 cercarono di sigillare quella che si riteneva essere una caditoia presso Smith's Cove e scavarono per altri 8 metri. Il 17 agosto Restall rimase sopraffatto dai fumi dell'idrogeno solforato. Suo figlio scese quindi nel foro e perse conoscenza. Graeser e due altri lavoranti, Cyril Hiltz e Andy DeMont, tentarono allora di salvare i due uomini. Restall, suo figlio, Graeser e Hiltz morirono.
Sempre nel 1965 Robert Dunfield prese in affitto delle porzioni dell'isola. Dunfield scavò per una profondità di 40 metri usando una gru, motivo per cui fu necessario costruire una strada rialzata (ancora oggi esistente) dalla parte ovest dell'isola sino a Crandall's Point, nell'entroterra, per duecento metri. Il contratto di affitto di Dunfield terminò nell'agosto del 1966.

### Triton Alliance (1967-anni '90)
Nel gennaio del 1967 Daniel C. Blankenship, David Tobias, Robert Dunfield e Fred Nolan formarono un'associazione per l'esplorazione dell'isola di Oak. Due anni dopo, Blankenship e Tobias costituirono la Triton Alliance dopo aver acquistato gran parte dell'isola. Molti altri ex proprietari come Mel Chappell, divennero azionisti della Triton. I lavoratori della Triton scavarono un pozzo di 71 metri di profondità, noto come pozzo 10-X, col supporto di un team ingegneristico dal 1971.
Secondo Blankenship e Tobias, le telecamere inviate lungo il pozzo registrarono la presenza di alcuni oggetti come ad esempio delle casse, degli attrezzi, e addirittura dei resti umani; ad ogni modo le immagini non erano particolarmente chiare. Il foro collassò e gli scavi vennero nuovamente abbandonati. Il foro venne successivamente ri-scavato per 55 metri, ma gli scavi si fermarono per la mancanza di fondi e per lo scioglimento della società. Dei sub vennero inviati sin quasi sul fondo del pozzo 10-X nel 2016, senza però trovare artefatti.
Un resoconto sugli scavi venne pubblicato nel gennaio del 1965 nei Reader's Digest. L'isola fu anche soggetto di un episodio della serie TV In Search of... trasmesso il 18 gennaio 1979.
La Oak Island Tourism Society cercò di far acquistare l'isola al governo del Canada, ma si inserì invece un gruppo di imprenditori statunitensi.

### Oak Island Tours, Inc. (2005-oggi)
Nell'aprile del 2006 è stato annunciato che i fratelli Rick e Marty Lagina del Michigan avevano acquistato il 50% della Oak Island Tours da David Tobias. Il resto della compagnia rimase di proprietà di Blankenship. Center Road Developments, assieme ad Allan Kostrzewa ed a Brian Urbach (membri del gruppo di Michigan), acquistarono il lotto 25 da David Tobias per la somma di 230.000 dollari un anno prima che Tobias vendesse il resto dei propri possedimenti. Il gruppo Michigan, lavorando con Blankenship, disse di voler riprendere le operazioni sull'isola di Oak nella speranza di ritrovare il tesoro perduto e risolvere il mistero dell'isola.
Nel luglio del 2010, Blankenship e gli altri soci della Oak Island Tours annunciarono ufficialmente sul loro sito internet di aver ricevuto il permesso dal Department of Natural Resources e dal Department of Tourism, Culture and Heritage della Nuova Scozia per riprendere le attività di scavo. Dopo il dicembre del 2010, i dipartimenti rimpiazzarono questo accordo con l'Oak Island Treasure Act. La legge, che divenne effettiva dal 1 gennaio 2011, permetteva ai cercatori di tesori di proseguire le ricerche sotto licenza del Ministero delle Risorse Naturali. Le esplorazioni dei fratelli Lagina sono state documentate in un reality show televisivo trasmesso dal canale History dal 2014 e dal canale Alpha59 in Italia dal 2018.

## Acqua nel pozzo
Secondo un resoconto scritto nel 1862, dopo che la Onslow Company aveva scavato per 27 metri, il pozzo si riempì d'acqua per 10 metri; ogni tentativo di rimuoverla si dimostrò senza successo. Gli esploratori pensarono anche ad un elaborato sistema di drenaggio che si estendeva dall'oceano sino al pozzo, ma questo non venne messo in pratica per questioni di costi.
I cercatori si concentrarono dunque su quanto ritrovato, ed in particolare sulle fibre di cocco emerse nel corso degli scavi a Smith's Cove nel 1851, per le qual venne elaborata l'idea che la spiaggia fosse stata utilizzata come un sifone per risolvere già all'epoca il problema dell'acqua tramite un tunnel scavato appositamente. Il rapporto su questo materiale venne inviato ad inizio Novecento al Smithsonian Institution.
Anche se una delle spedizioni effettuate riportò che i tunnel sotterranei dovevano essere ricoperti di pietra e che quindi dovevano essere stati foderati dall'uomo a uno scopo ben preciso, il geologo Robert Dunfield scrisse di aver esaminato attentamente quanto rilevato e si accorse della totale assenza di un tunnel.
Nel 1995, su invito dell'uomo d'affari di Boston, David Mugar, vennero condotti degli studi dalla Woods Hole Oceanographic Institution (l'unico studio scientifico condotto sul sito). Dopo aver condotto degli esperimenti di dye tracing nel pozzo, l'istituto ne concluse che l'allagamento era stato dovuto alla naturale interazione tra la lente d'acqua dolce dell'isola e la pressione della marea (rifiutando dunque l'idea di un tunnel realizzato dall'uomo).
L'isola di Oak, infatti, si trova su un tumulo glaciale con notevoli cavità di anidrite, motivo delle ripetute infiltrazioni d'acqua. Questa tipologia di calcare si sgretola facilmente se esposto all'acqua, formando dei vuoti e delle cavità naturali. Questo letto roccioso si trova ad una profondità compresa tra gli 11 ed i 13 metri di profondità nell'area del pozzo.

## Una pietra con dei segni
A 27 metri di profondità è stata trovata una pietra incisa con "segni misteriosi". L'annuncio della scoperta venne riportato per la prima volta il 2 luglio 1862 nell'articolo Halifax Sun and Advisor, che riportava una lettera del 2 giugno 1862 di J. B. McCully il quale riportava la storia della pietra. McCully scriveva: "Alcuni [ritrovamenti] erano carbone, alcuni mastice, mentre a 27 metri vi era una pietra squadrata, di 60 centimetri di lunghezza per circa 30 di larghezza, con diversi segni incisi." Nessuno dei racconti del XIX secolo relativi agli scavi riporta ad ogni modo la natura o la descrizione di questi simboli. La prima documentazione dei simboli risale al 1949 quando Edward Rowe Snow li riportò nel suo libro True Tales of Buried Treasure. Secondo Snow, A. T. Kempton di Cambridge, Massachusetts, gli consegnò la trascrizione di quei simboli senza però riportare come li avesse ottenuti.
Nel 1863 un articolo di giornale riportò che la pietra fosse parte di un "camino di un'antica casa presente un tempo presso il sito del pozzo". Un altro articolo, l'anno successivo, disse che la pietra si trovava presso la famiglia Smith. Il 2 gennaio 1864 il segretario della Historical Society of Nova Scotia, John Hunter-Duvar, contattò il cacciatore di tesori George Cooke. In una lettera datata 27 gennaio 1864 a Hunter-Duvar, Cooke disse che Smith aveva inserito la pietra ritrovata nel suo camino nel 1824 e disse anche di averla vista personalmente ancora nel camino degli Smith nel 1850 circa, quando "vi si potevano vedere alcune lettere intagliate a vivo, figure o personaggi. Non posso ricordarmeli tutti, ma sembravano incise con uno strumento affilato." Secondo Cooke, che fece delle ricerche nel 1864, scoprì che il camino non era più visibile. Una lettera di William Blair riportava, "Jefferson W. McDonald, che per primo mi ha menzionato l'isola di Oak nel 1893, lavorava sotto George Mitchell. Mr. McDonald, che era carpentiere, disse di aver visto la pietra in casa degli Smith dove l'aveva posizionata nel camino così che gli ospiti potessero facilmente analizzarli. Tutti la videro, ma nessuno fu in grado di decifrarli." Mitchell era il sovrintendente ai lavori della Oak Island Association, che venne costituita il 3 aprile 1861, e cessò la propria attività il 29 marzo 1865.
Nel suo racconto del 1872, The Treasure of the Seas, James DeMille disse di aver soggiornato a Chester Basin sul finire degli anni '60 dell'Ottocento. DeMille visse all'isola di Oak per un'estate per prendere conoscenza dell'area su cui poi ambientare il suo racconto e di aver visto la pietra sul camino al suo arrivo; e che nessuno era riuscito a decifrarne i simboli misteriosi riportati su di essa, pietra che un proprietario definiva "piuttosto irregolare" ma aggiunse anche "non credo al tesoro di Kidd... si tratta solo di qualche graffio". 
Reginald Vanderbilt Harris (1881-1986) scrisse nel suo volume del 1958 The Oak Island Mystery, "Nel 1865-1866 circa la pietra venne rimossa e portata ad Halifax. Tra coloro che lavorarono per rimuovere la pietra dalla sua collocazione vi era Jefferson W. MacDonald." Anche secondo un prospetto stilato nel 1893 dalla Oak Island Treasure Company la pietra venne presa dal camino e venne spostata ad Halifax; qui i simboli vennero decifrati da uno studioso con la seguente dicitura: "Dieci piedi qua sotto vi sono sepolte due milioni di sterline."
Il 19 agosto 1911, la rivista Collier's pubblicò il racconto del capitano H. L. Bowdoin sulla pietra (che si trovava ad Halifax). Bowdoin descriveva la roccia come una "roccia basaltica dura a grana fine." La pietra venne riportata non avere simboli.
Secondo il volume di Charles B. Driscoll del 1929 dal titolo, The Oak Island Treasure,
La pietra venne acquistata da A. O. Creighton (della spedizione del 1866) dal negozio di libri di Halifax. Harry W. Marshall (n. 1879), figlio dell'allibratore, scrisse nel 1935:
1. Ricordo di aver visto chiaramente la pietra sin da bambino.
2. Mentre era possedimento dei Creighton qualcuno vi incise le iniziali "J.M." su un lato, ma a parte ciò non vi era evidenza di alcuna iscrizione né incisa né dipinta sulla pietra.
3. Creighton utilizzò la pietra per battere il cuoio e come peso.
4. Quando il negozio venne chiuso nel 1919 [...] la pietra venne abbandonata.[36]

## Investitori ed esploratori famosi
Franklin Delano Roosevelt fu tra i più noti personaggi che si interessarono al mistero dell'Isola di Oak raccogliendo le storie riportategli da suo nonno (un finanziere originario proprio dell'isola di Oak) Warren Delano Jr., iniziando a seguire l'evoluzione del mistero dal 1909. Roosevelt continuò a seguirne gli sviluppi sino alla sua morte nel 1945. Pur col proseguire della sua carriera politica, monitorò le scoperte dell'isola e addirittura programmò una visita nel 1939 mentre si trovava ad Halifax in maniera informale, ma la nebbia glielo impedì.
L'attore australiano-americano Errol Flynn investì del denaro nella ricerca del tesoro sull'isola di Oak. L'attore John Wayne investì nell'acquisto di equipaggiamenti per la risoluzione del mistero. William Vincent Astor, erede della fortuna della famiglia Astor dopo la morte di suo padre sul Titanic, fu un investitore passivo degli scavi sull'isola.
Il retroammiraglio Richard Evelyn Byrd fu anch'egli un investitore passivo sull'isola di Oak, monitorandone costantemente lo status. Byrd tenne informato Franklin D. Roosevelt sull'isola e sugli scavi; stringendo una notevole amicizia e giungendo a costituire il programma governativo USAS (United States Antarctic Service) con Byrd alla guida.

## Teorie

### Un inghiottitoio naturale
Numerose sono le speculazioni presenti sulla natura del pozzo e su ciò che contenga. Secondo Joe Nickell, non vi sarebbe alcun tesoro; il pozzo sarebbe un fenomeno naturale, probabilmente una cavità carsica connessa a passaggi e caverne calcarei. Del resto l'isola sembrerebbe piena di queste caverne sotterranee nell'entroterra.
Relativamente al fatto che lo scavo possa essere in realtà fatto dall'uomo è stato detto: "Questa fenditura può essersi verificata in un terreno più soffice rispetto a quello circostante e dare così l'impressione di essere stata scavata a mano". Le "piattaforme" di legni e assi ormai marce sono state attribuite alla presenza di alberi, spezzati da tremende tempeste come i "derecho" che hanno lasciato periodicamente cadere delle piante sul suolo.

### Teorie sul tesoro
Secondo alcune teorie, il pozzo accoglieva un tempo un tesoro nascosto dal pirata capitano Kidd; Kidd era in affari con Henry Avery, e si sa per certo che l'isola di Oak fosse un deposito comunitario dei due. Un altro pirata venne coinvolto in loco Edward Teach (Barbanera), che si disse aver sepolto un tesoro "dove nessuno ad eccezione di Satana e di lui stesso sapessero dove trovarlo".
Secondo un'altra spiegazione proposta, il pozzo venne scavato da marinai spagnoli per nascondere il tesoro di un galeone affondato durante il periodo della Rivoluzione americana. Secondo altre fonti furono gli inglesi a scavare il pozzo per nascondervi il ricavato dell'invasione inglese di Cuba, valutato in 1.000.000 di sterline (circa 180.000.000 dollari del 2015). John Godwin scrisse che, valutando la conformazione del pozzo, si poteva derivare che l'avessero scavato dei soldati francesi del genio per nascondere forse il tesoro della fortezza di Louisbourg dopo la caduta di quest'ultima nelle mani degli inglesi durante la Guerra dei sette anni.

### Artefatti

#### I gioielli di Maria Antonietta
I gioielli di Maria Antonietta, ad eccezione di quegli esemplari presenti nelle collezioni dei musei, si disse che vennero nascosti sull'isola. Il 5 ottobre 1789, una folla di parigini incitata dai rivoluzionari marciò sulla Reggia di Versailles. Secondo una storia non documentata, Maria Antonietta diede istruzioni alla sua serva (o dama di compagnia) di portare con sé i gioielli il più lontano possibile. La cameriera scappò a Londra coi gioielli ed altri tesori di rilievo come opere d'arte e documenti, sulla sua persona e nel suo bagaglio.
La donna si portò poi da Londra nella Nuova Scozia. Utilizzando i legami con la corte francese, fu lei a contrattare con la marina francese perché costruisse un pozzo apposito sull'isola di Oak. Nel 2017 per la prima volta si è dato credito a questa teoria con la scoperta di una spilla contenente una grande gemma datata a 500 anni fa.

#### Manoscritti Bacon-Shakespeare
Nel suo libro del 1953 The Oak Island Enigma: A History and Inquiry Into the Origin of the Money Pit, Penn Leary scrisse che il pozzo venne utilizzato per nascondervi forse dei manoscritti indicando Francis Bacon come l'autore degli scritti di William Shakespeare e capo dei Rosacroce. Nell'opera di Leary dal titolo "The Second Cryptographic Shakespeare", pubblicata nel 1990, l'autore mostra come lo stesso Shakespeare dia delle indicazioni a tal proposito nelle sue opere. L'autore e ricercatore Mark Finnan elaborò una teoria sulla base dello scritto di Leary sull'isola di Oak, come pure se ne servì per il suo libro Organisten (The Seven Steps to Mercy) l'autore Erlend Loe e Petter Amundsen per la serie TV Sweet Swan of Avon.

#### Massoneria
Nel suo libro Oak Island Secrets, Mark Finnan notò come molti marchi massonici si trovassero sull'isola di Oak, così come l'idea di un pozzo che riporta ad una sala voltata con all'interno un sacro tesoro. Joe Nickell ha notato dei parallelismi tra i resoconti dell'isola di Oak, l'allegoria della "volta segreta" del rito di York della massoneria e la Chase Vault delle Barbados.
Il massone Dennis King ha esaminato gli aspetti massonici sull'isola di Oak nel suo articolo "The Oak Island Legend: The Masonic Angle". Steven Sora ha ipotizzato che il pozzo possa essere stato scavato da un cavaliere templare in esilio per riporvi il Santo Graal o l'Arca dell'alleanza.
Secondo altre teorie il pozzo sarebbe opera dei rosacroce di cui appunto Francesco Bacone, secondo la medesima teoria, sarebbe stato uno dei capi, col progetto segreto di fare dell'isola la nuova sede dell'ordine.

### Altre teorie
L'autore Joy Steele ha suggerito che il pozzo fosse stato un deposito databile al periodo storico di quanto "l'Isola di Oak serviva come deposito e punto di stoccaggio per l'industria navale inglese". Quando il biologo marino Barry Fell tentò di tradurre i simboli presenti sulla pietra alla fine degli anni '70 del Novecento, suggerì che tali simboli fossero assimilabili all'alfabeto copto e che vi si potesse leggere: "Per sfuggire al contagio della peste ed alla rigidità degli inverni, bisogna pregare per la mitigazione dell'Arif: la popolazione perirà in miseria se il Signore verrà dimenticato." Secondo la teoria di Fell, dei migranti copti avrebbero quindi raggiunto queste coste dal Nord Africa ed avrebbero costruito questo pozzo.